# 皇家後勤部隊
皇家後勤部隊（英語：Royal Logistic Corps）主要為英國陸軍提供後勤支援。它是英國陸軍中規模最大的部隊。

## 歷史
皇家後勤部隊於1993年4月5日成立，由五支英國陸軍部隊聯合組成：
- 英國皇家工兵部隊
- 皇家運輸兵團
- 皇家陸軍軍械兵團
- 皇家先鋒隊
- 陸軍供糧兵團

皇家後勤部隊包括正規軍和英國陸軍預備役部隊。
皇家後勤部隊是英國陸軍唯一獲得戰鬥榮譽的戰鬥服務支援部隊。
皇家後勤部隊的總部位於溫徹斯特。